# Hemionanthes × gryphus
Hemionanthes × gryphus là một loài dương xỉ trong họ Pteridaceae. Loài này được Mickel Mickel mô tả khoa học đầu tiên năm 1992.